# Rio Santana (vattendrag i Brasilien, Paraná, lat -25,87, long -52,85)
Rio Santana är ett vattendrag i Brasilien.   Det ligger i delstaten Paraná, i den södra delen av landet, 1 200 km söder om huvudstaden Brasília.
Omgivningarna runt Rio Santana är en mosaik av jordbruksmark och naturlig växtlighet. Runt Rio Santana är det glesbefolkat, med 12 invånare per kvadratkilometer.